# 瓦尔登 (科罗拉多州)
瓦尔登（英語：Walden），是美国科罗拉多州傑克森郡下属的一座城市。建市于1890年12月2日，面积大约为0.335平方英里（0.868平方公里）。根据2010年美国人口普查，该市有人口608人。2011年估计该市有人口597人，相比2010年人口增长率为-1.81%。同时，论人口该市是科罗拉多州第185大城市。